# (4188) Kitezh
(4188) Kitezh es un asteroide perteneciente al cinturón de asteroides, descubierto el 25 de abril de 1979 por Nikolái Stepánovich Chernyj desde el Observatorio Astrofísico de Crimea (República de Crimea).

## Designación y nombre
Designado provisionalmente como «1979 HX4», su nombre es un homenaje a la mítica ciudad eslava de Kítezh bajo las aguas del lago Svetloyar.